# グル・グル
グル・グル（Guru Guru）は、1968年にドイツ（当時は西ドイツ）で結成されたサイケデリック・ロック・バンド。創設者のマニ・ノイマイヤーはソロ活動と並行して、現在もグル・グル名義の作品を発表している。

## 概要・略歴

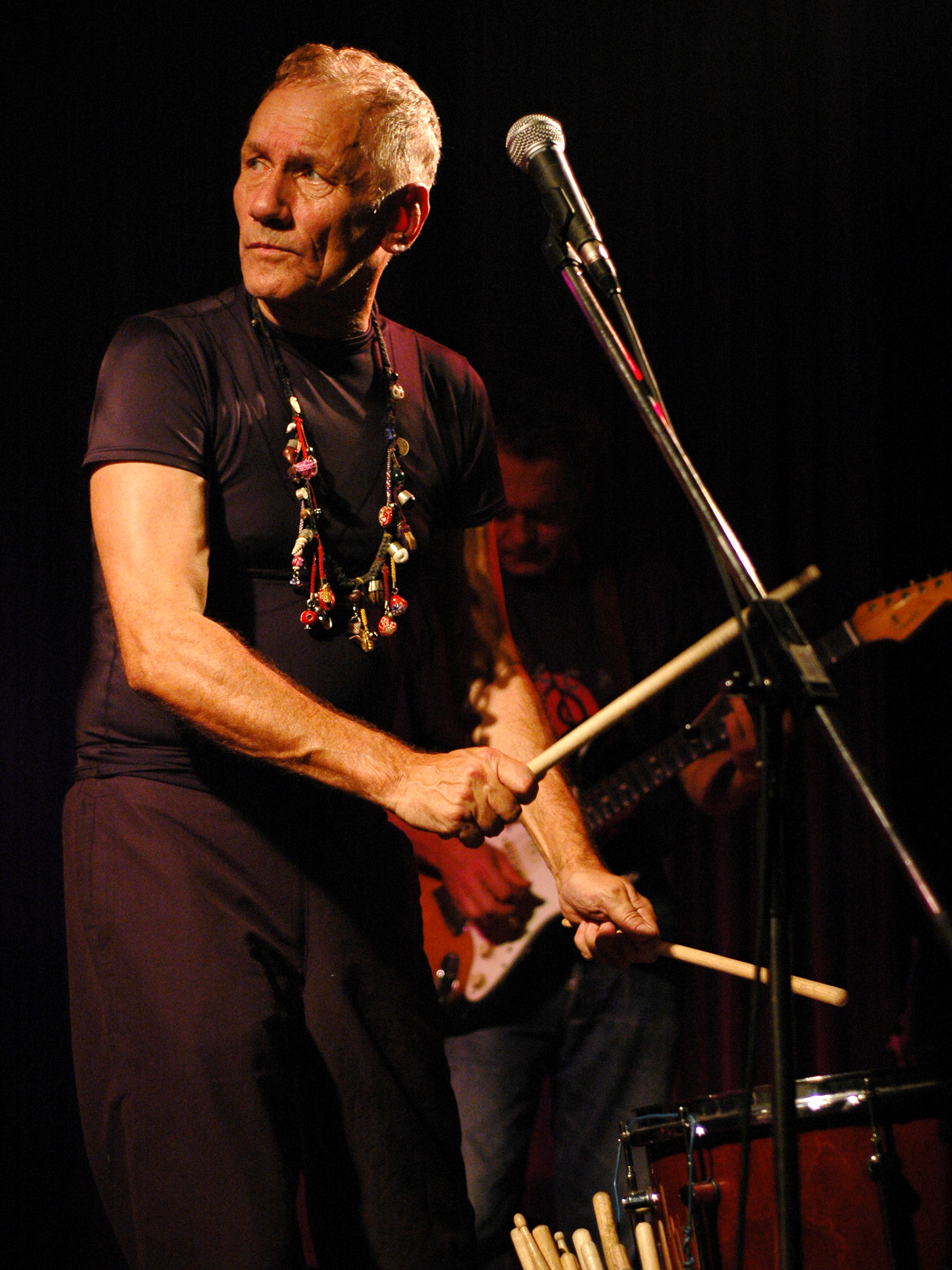
創設者マニ・ノイマイヤー (2006年)

バンド名はドイツ語の蛙の鳴き声の擬音に由来する。
ドイツ人のドラマー、マニ・ノイマイヤーを中心に結成された。彼は1960年代からフリー・ジャズの世界で活動していたが、しだいに物足りなさを覚えるようになり、イレーネ・シュヴァイツァー・トリオで共演したベーシストのウリ・トレプテとともに、1968年、ロック・グループ「グル・グル・グルーヴ・バンド」をスタートした。初期のライブのいくつかは「社会主義ドイツ学生連盟」が運営した。当時の演奏スタイルは、トランペット・ボーカル・ドラム・ベースの騒音であり、きわめてアバンギャルド色の濃いものだった。
1969年にボーカリストをギタリストに代え、グループ名をグル・グルに短縮。1970年に元アジテーション・フリーのアックス・ゲンリッヒを迎え、当時の内外の音楽誌がジミ・ヘンドリックス・エクスペリエンスやクリームと並べて評したほどの強力なフリー・ロック・トリオに変身した。同年、ファースト・アルバム『UFO』を発表。油がまだよく回っていない重機のような、鈍重な印象を与えるライブ・アルバムである。翌1971年、セカンド・アルバム『ヒンテン』を発表、名ミキサーのコニー・プランクの音響デザインにより、すっきりと聴きやすいスペース・ジャズ・ロックに仕上がった。収録曲の「ボ・ディドリー」は、1950年代のアメリカのロックンロールの先達に対する、ドラッグ漬けのサイケデリック世代によるリスペクトといえる。
1972年発表のサード・アルバム『カングルー』は、ダウナーなスペース・ロックと、前作の延長上にあるジャズ・ロックをLPのAB面に分けて収録している。バンドのシリアスな面を受け持っていたウリ・トレプテはこの作品を最後に脱退し、以後はマニ・ノイマイヤーのコミカルなキャラクターを前面に出したプロジェクトとして続いていく。
1996年に初来日。マニは、それまで「グルグル」が日本語で「回転」を意味する言葉とは知らなかったという。東京タワーの蝋人形館にはビートルズやフランク・ザッパらとともにマニの人形が収められており、マニを喜ばせた。以降マニは、ソロ名義を含めて来日を重ねるようになる。
2010年には、旧メンバーのアックス・ゲンリッヒに、「ユニヴェル・ゼロ」のベーシストであったギ・セジュール (Guy Segers)を加えたトリオで、派生プロジェクト「グルマニアックス (Gurumaniax)」のバンド名義で活動を開始し、アルバム『Psy Valley Hill』をリリースしている。
2017年、来日20周年を記念した、マニ・ノイマイヤーを招聘のライブを開催。

## メンバー

### 現ラインナップ
- マニ・ノイマイヤー (Mani Neumeier) - ドラムス、ボーカル (1968年– )
- ローランド・シェフェール (Roland Schaeffer) - ギター、サクソフォーン、ボーカル (1975年–1982年、1995年– )
- ペーター・クームステッド (Peter Kühmstedt) - ベース、ボーカル (1977年–1979年、1993年– )
- ヤン・リンドクヴィスト (Jan Lindqvist) - ギター、ボーカル (2016年– )

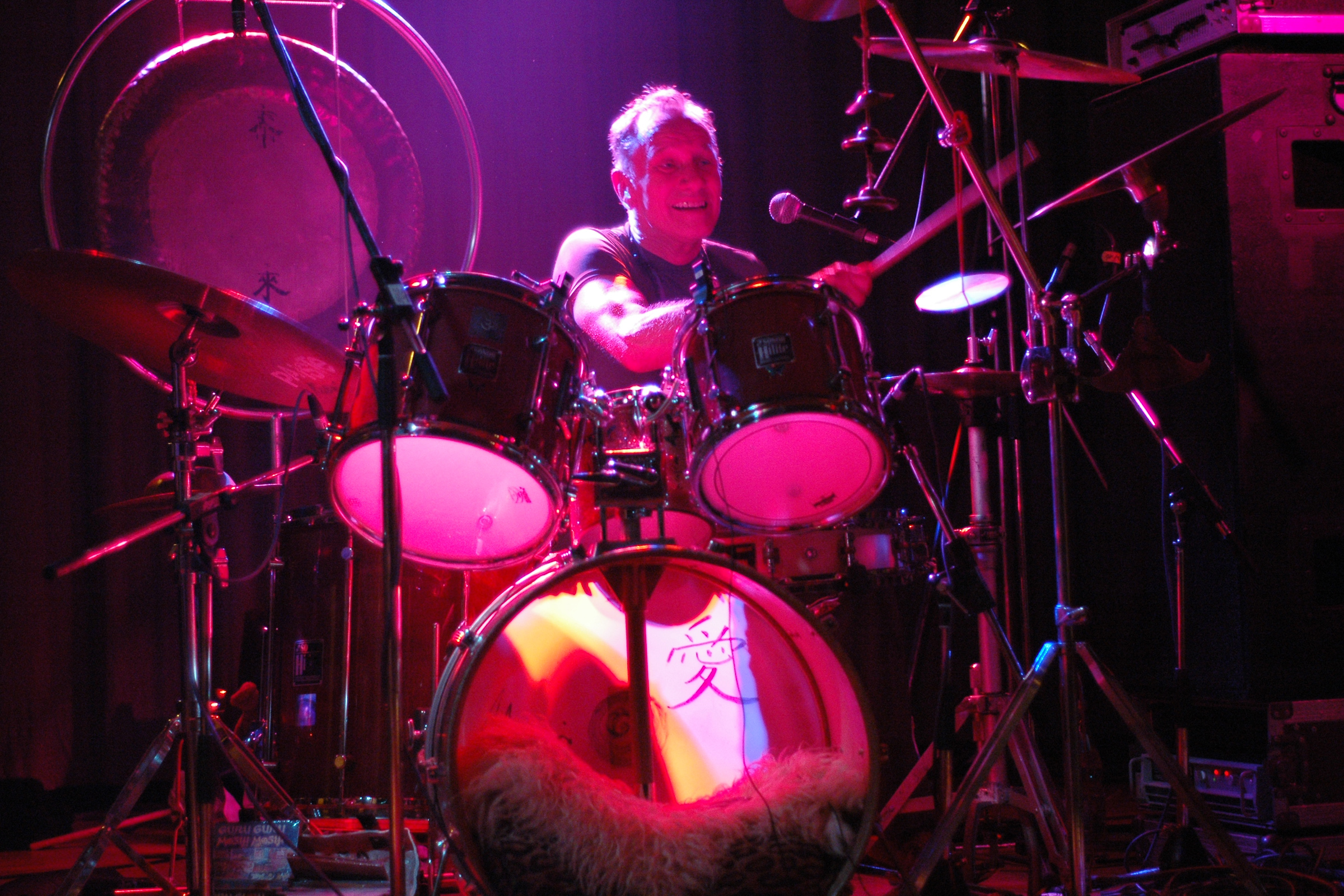
マニ・ノイマイヤー(Ds) 2006年
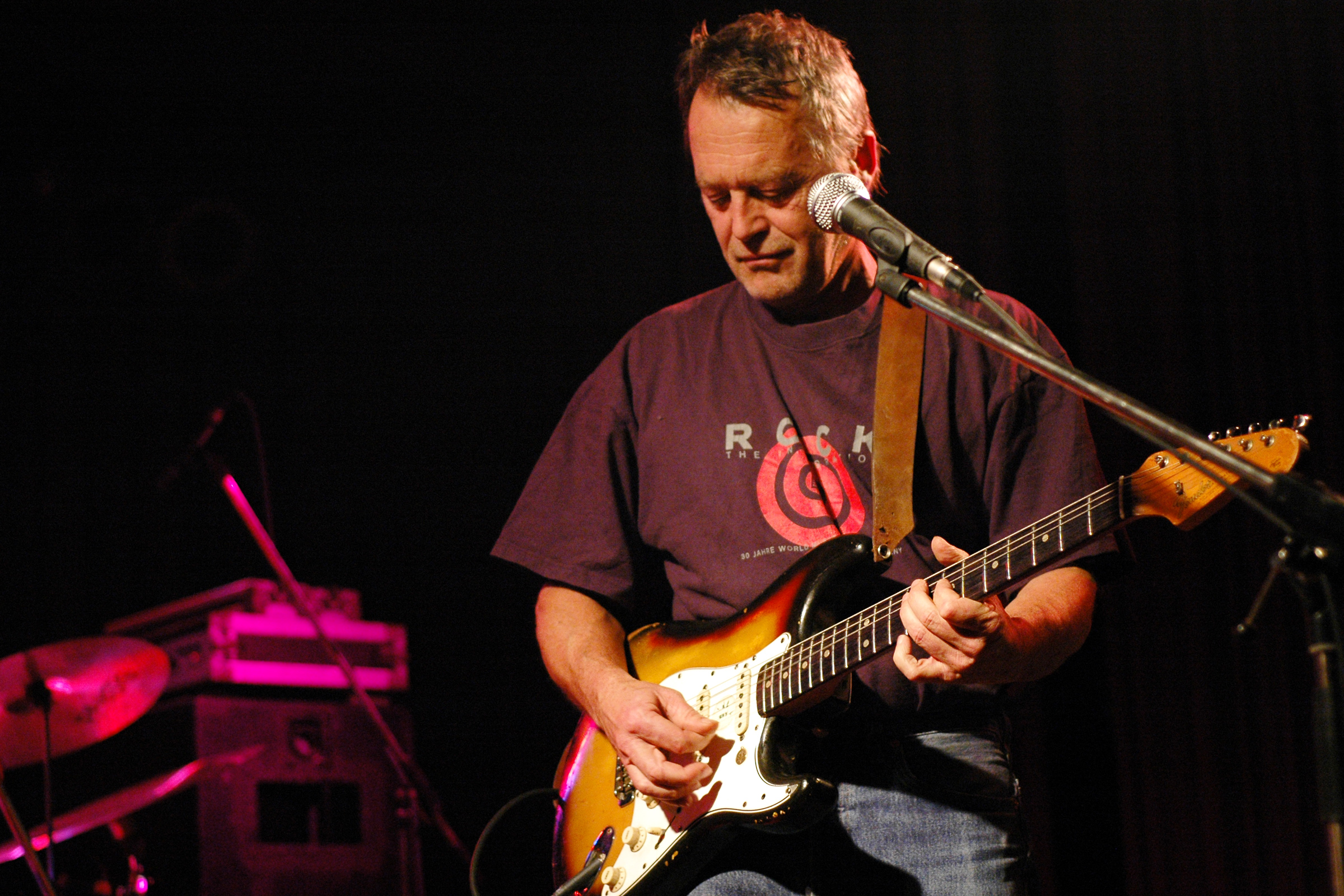
ローランド・シェフェール(G) 2006年
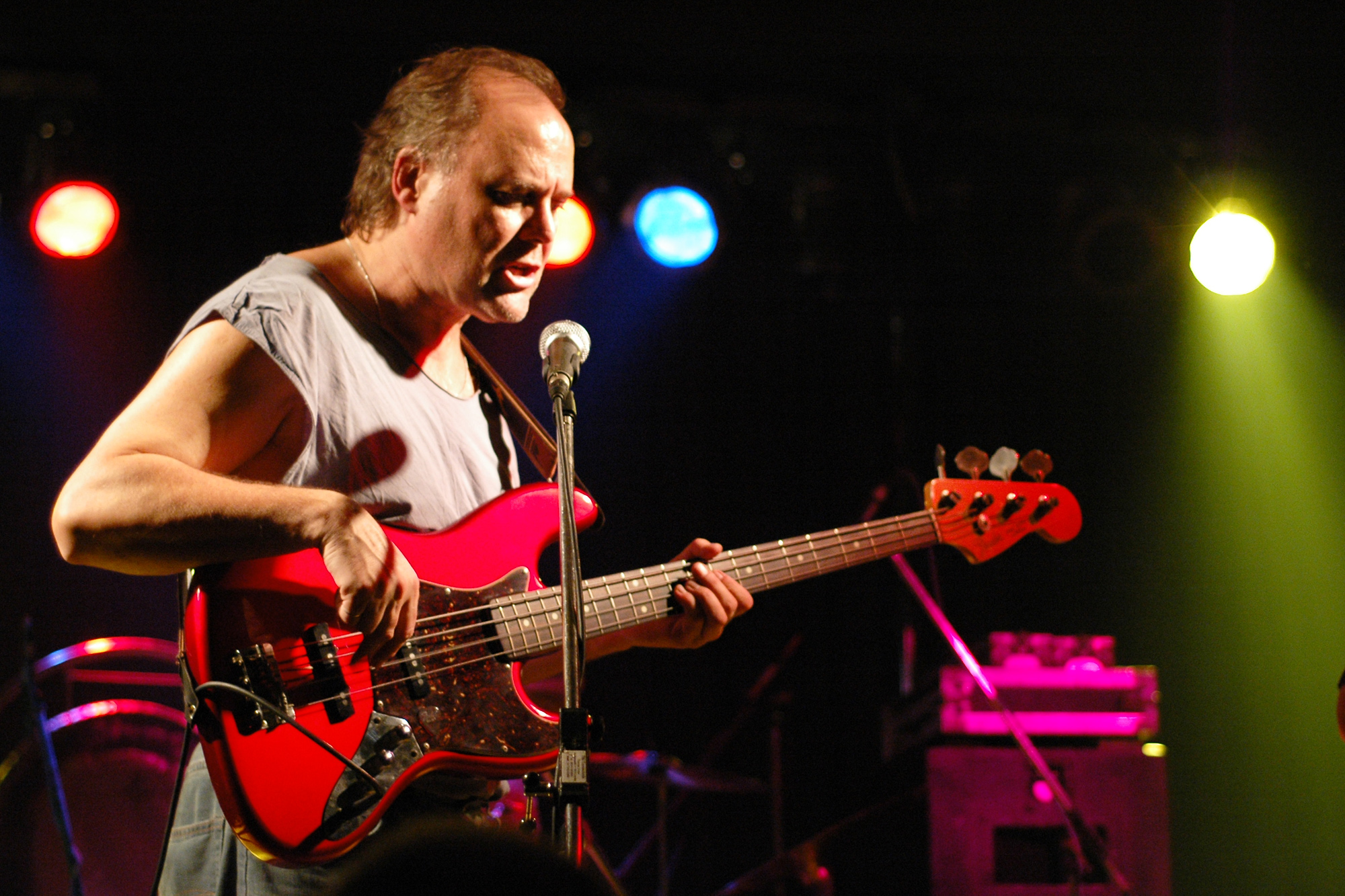
ペーター・クームステッド(B) 2006年

### 旧メンバー
- エディー・ネーゲリ (Eddy Naegeli) - ギター (1968年)
- ウリ・トレプテ (Uli Trepte) - ベース (1968年–1972年)
- アックス・ゲンリッヒ (Ax Genrich) - ギター (1970年–1973年)
- ハンス・ハルトマン (Hans Hartmann) - ベース (1973年, 1974年)
- ブルーノ・シャープ (Bruno Schaab) - ベース (1973年)
- コニー・ヴェイト (Conny Veit) - ギター (1973年、1974年)
- フーシャン・ネヤデプール (Houschäng Nejadepour) - ギター (1974年)
- ヨギ・カーペンティエル (Jürgen "Jogi" Karpenkiel) - ベース (1975年–1977年)
- インゴ・ビショフ (Ingo Bischof) - キーボード (1975年–1981年)
- ヘルムート・ハットラー (Hellmut Hattler) - ベース (1975年–1981年、2008年)
- ゼップ・ヤンドリシッツ (Josef "Sepp" Jandrisits) - ギター (1975年–1977年)
- ペーター・ヴォルブラント (Peter Wolbrandt) - ギター (1975年、1983年)
- トミー・ゴールドシュミット (Tommy Goldschmidt) - ドラムス (1975年–1977年)
- ヤン・フリーデ (Jan Fride) - ドラムス (1975年、1988年、2007年)
- ゲルト・ドゥデク (Gerd Dudek) - サクソフォーン (1975年)
- ディーター・ボーンシュレーゲル (Dieter Bornschlegel) - ギター、ボーカル (1977年–1979年、1994年–1997年)
- ミシェル・ピルツ (Michel Pilz) - クラリネット (1977年)
- ブッツェ・フィッシャー (Butze Fischer) - ドラムス、ボーカル (1979年–1983年)
- ジェラルド・ルチアーノ (Gerald Luciano Hartwig) - ベース (1979年–1981年)
- ハインツ・ゲムバス (Heinz Gembus) - ベース (1981年、1995年)
- チャウメイヤー (Chowmeier) - ベース、ギター (1983年)
- バーバラ・ラール (Barbara Lahr) - ギター、ボーカル (1984年–1988年、1993年)
- ロルフ・シャウデ (Rolf Schaude) - ベース、ドラムス (1984年、1985年、1993年)
- ヨルグ・ゼーバルト (Jörg Sebald) - ベース (1997年)
- エルウィン・ディッツナー (Erwin Ditzner) - ドラムス (1985年–1988年、1993年)
- ウリ・クリュッグ (Uli Krug) - ベース (1985年–1988年)
- リサ・クラウス (Lise Kraus) - ボーカル (1987年–1989年、2005年)
- ヴィトン・ウィト (Wietn Wito) - ベース (1987年、1988年)
- ヨー・ワイネック (Jo Weineck) - キーボード (1987年、1988年)
- ウリ・ズーフル (Uli Züfle) - サクソフォーン (1987年、1988年、1993年)
- ルイージ・アルケッティ (Luigi Archetti) - ギター (1989年–2005年、2008年)
- ラゼム・ルーベル (Razem Rübel) - ベース (1993年)
- ユルゲン・エングラー (Jürgen Engler) - ギター (1997年、2008年)
- ダモ鈴木 (Kenji "Damo" Suzuki) - ボーカル (1999年)
- ミヒャエル・カローリ (Michael Karoli) - ギター、ボーカル (1999年)
- ディーター・メビウス (Dieter Moebius) - キーボード (2008年)
- クリス・カーラー (Chris Karrer) - ヴァイオリン、ボーカル (2008年)
- ハンス・レフェルト (Hans Reffert) - ギター、ボーカル (1988年、1997年–2000年、2005年–2016年) ※2016年死去

## ディスコグラフィ

### アルバム
- 『UFO』 - UFO (1970年)
- 『ヒンテン』 - Hinten (1971年)
- 『カングルー』 - Känguru (1972年)
- 『不思議の国のグル・グル』 - Guru Guru (1973年)
- 『ドント・コール・アス、ウィ・コール・ユー』 - Don't Call Us, We Call You (1973年)
- 『ダンス・オヴ・ザ・フレイムス』 - Dance of the Flames (1974年)
- 『マニと友人達』 - Mani und seine Freunde (1975年)
- 『タンゴ・ファンゴ』 - Tango Fango (1976年)
- Globetrotter (1977年)
- 『ライヴ』 - Live (1978年)
- 『ヘイ・ドゥ!』 - Hey du (1979年)
- 『マニ・イン・ジャーマニ』 - Mani in Germani (1981年)
- Mani Neumeiers neue Abenteuer (1983年)
- 『ジャングル』 - Jungle (1987年)
- 『グル・グル'88』 - Guru Guru 88 (1988年)
- Live 72 (1988年)
- 『シェイク・ウェル』 - Shake Well (1993年)
- 『ワー・ワー』 - Wah Wah (1995年)
- 『モシ・モシ』 - Moshi Moshi (1997年)
- 『生誕30周年記念祭(GURU GUGU 98 LIVE)』 - 30 Jahre Live (1998年)
- 『2000回転!』 - 2000 Gurus (2000年)
- 『エセン 1970』 - Essen 1970 (2002年)
- 『導師の社交部屋』 - In the Guru Lounge (2005年)
- PSY (2008年)
- Doublebind (2011年)
- Electric Cats (2013年)
- The Birth of Krautrock (2016年)